# Daljegošta
Daljegošta är en ort i Bosnien och Hercegovina.   Den ligger i entiteten Republika Srpska, i den östra delen av landet, 100 km öster om huvudstaden Sarajevo. Daljegošta ligger 594 meter över havet och antalet invånare är 111.
Terrängen runt Daljegošta är kuperad.Runt Daljegošta är det ganska tätbefolkat, med 104 invånare per kvadratkilometer.. Närmaste större samhälle är Abdulići, 6,8 km norr om Daljegošta. 
I omgivningarna runt Daljegošta växer i huvudsak lövfällande lövskog.